# 沃伊切赫·薩倫巴
沃伊切赫·薩倫巴（波蘭語：Wojciech Zaremba，1988年11月30日—）是一名波蘭計算機科學家，OpenAI創始團隊成員（2016年至今），領導Codex研究團隊和語言團隊。這兩個團隊分別積極致力於編寫電腦程式碼的人工智慧和創建GPT-3的後繼者。

## 早年生活
薩倫巴出生於波蘭克盧奇堡。年少時，他就在當地的數學、電腦科學、化學和物理競賽中獲獎。2007年，薩倫巴代表波蘭參加在越南舉行的國際數學奧林匹亞競賽，並獲得銀牌。
薩倫巴曾就讀於華沙大學和巴黎綜合理工學院數學和電腦科學專業，並於2013年獲得兩個數學碩士學位。隨後，他開始在紐約大學攻讀深度學習博士學位，指導教授是楊立昆和羅布·弗格斯（Rob Fergus）。薩倫巴於2016年畢業並獲得博士學位。

## 職業生涯
在攻讀學士學位期間，薩倫巴曾在輝達工作過一段時間，當時正值深度學習的前期（2008年）。博士期間，他分別在Google Brain和Facebook人工智慧研究中心各工作了一年。
在Google工作期間，他與人合作撰寫了神經網路的對抗性實例。這項成果開創了神經網路對抗攻擊領域。
他的博士論文著重於將神經網路的能力與可程式計算機的演算法能力相匹配。
2015年，薩倫巴成為人工智慧研究公司OpenAI的共同創辦人之一。該專案的目標是創造安全的人工智慧。在OpenAl，薩倫巴擔任機器人研究經理。薩倫巴是矽谷新創公司Growbots的顧問委員會成員，該公司旨在利用機器學習和人工智慧實現銷售流程自動化。

## 榮譽
- 第48屆國際數學奧林匹亞銀獎[6]
- 2015年Google獎學金[20]
- 入選2017年波蘭版《富比士》雜誌「最具影響力的30歲以下波蘭人」榜單[21]